# Subdivisões de Luxemburgo

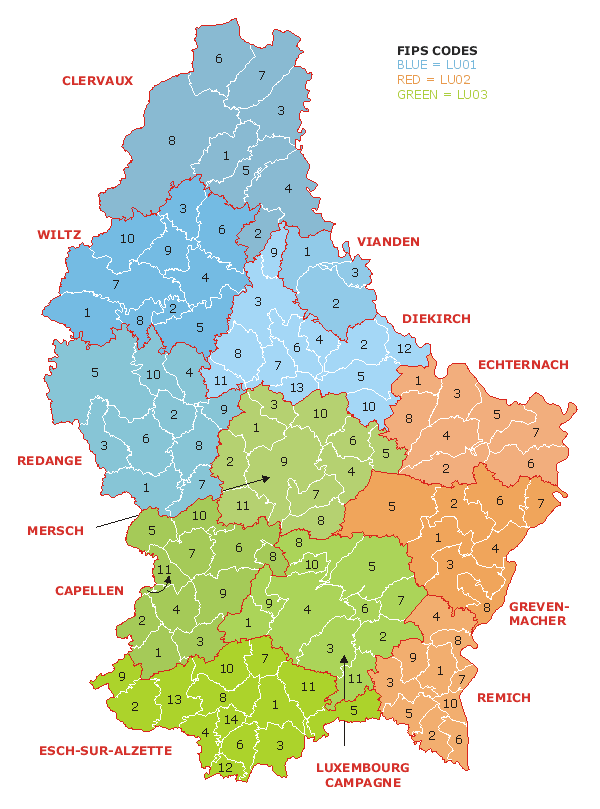
Subdivisões do Luxemburgo. Legenda:
Distrito de Diekirch
Distrito de Grevenmacher
Distrito de Luxemburgo

O Luxemburgo está dividido em três distritos, que por sua vez estão subdivididos em 12 cantões e estes em 118 comunas.